# Burmaminivett
Burmaminivett (Pericrocotus albifrons) är en fågel i familjen gråfåglar inom ordningen tättingar.

## Utseende och läte
Burmaminivetten är en slank minivett med vitt ögonbrynsstreck, stora vita vingfläckar och vit övergump med en ljusorange fläck i mitten. Hanen är svart och vit med en orange fläck på bröstet, medan honan är ljusare, där det mesta av det svarta hos hanen istället är mjukt gråbrunt. Sången består av ett ljust och behagligt utbrott av kvitter. Bland lätena hörs vassa "djeep" och en strävare fallande vissling.

## Utbredning och systematik
Fågeln förekommer enbart i centrala Myanmar. Den behandlas som monotypisk, det vill säga att den inte delas in i några underarter. Tidigare kategoriserades den som underart till vitbukig minivett (Pericrocotus erythropygius) och vissa gör det fortfarande.

## Levnadssätt
Burmaminivetten hittas i torra skogar, buskmarker och kanter av jordbruksbygd i Burmas centrala Irrawaddyslätter.

## Status
Arten är dåligt känd, men den verkar ha minskat i antal. Tidigare betraktades den ha varit vanlig i Burma, men anses nu vara ovanlig till sällsynt. Internationella naturvårdsunionen IUCN kategoriserar den därför som nära hotad.